# Electrona carlsbergi
Electrona carlsbergi es una especie de pez del género Electrona.

## Descripción
Esta especie alcanza una longitud de 9,6 cm aunque se han reportado ejemplares de hasta 11,2 cm (4,4 pulgadas). Su esperanza de vida es de unos cinco a seis años, alcanzando la madurez sexual a los 2-3 años. Se alimenta principalmente de copépodos, pero también de otros crustáceos como hipéridos (anfípodos) y eufáusidos (kril). Alcanza un peso máximo de 12,10 g.

## Distribución y hábitat
Circunglobal en la convergencia antártica hasta la costa antártica. Es una especie marina oceánica y batipelágica que habita aguas profundas, registrada a partir de 100-350 m y hasta 1008 m. Se sabe que migra a la superficie alrededor de las 18:00 horas con una velocidad de 0,5 m por minuto y desciende 1,8 m por minuto.